# Der Grüne Wagen

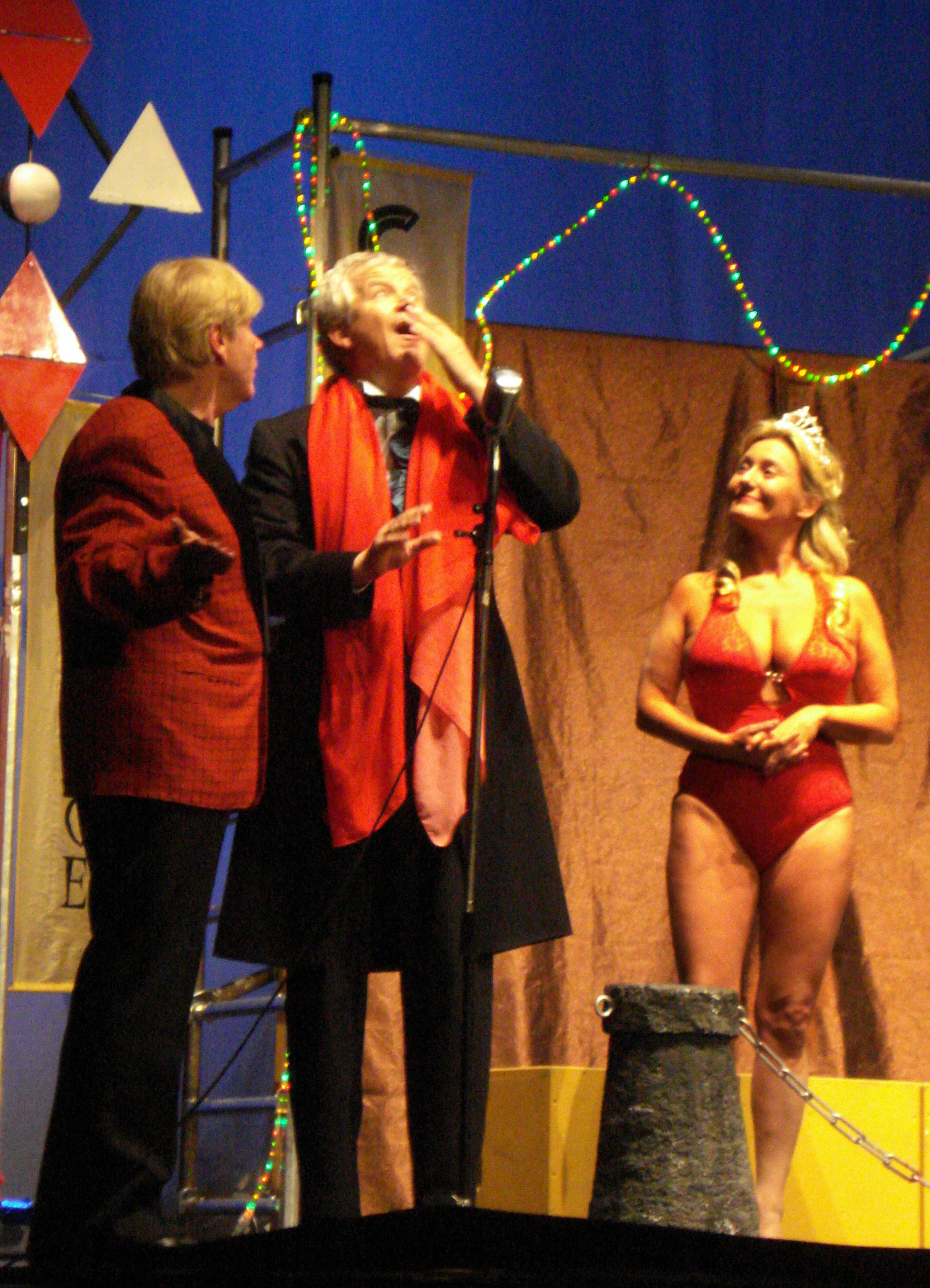
Thomas Stroux in Wir sind noch einmal davongekommen, Wels, September 2008

Der Grüne Wagen ist ein österreichisches Tourneetheater.
Das Theater wurde von Alexander E. Franke gegründet und ist neben der Neue Schaubühne München eines der ältesten deutschsprachigen Tourneeunternehmen nach 1945. In den 1960er-Jahren war der ehemalige Hollywood-Regisseur William Dieterle zeitweise Leiter und Besitzer des Theaters.
In den vielen Jahren wurden ca. 100 Inszenierungen herausgebracht und bedeutende Regisseure (u. a. Werner Düggelin, Heinz Hilpert, Wolfgang Liebeneiner, Gustav Manker, Rudolf Noelte) sowie prominenter Schauspieler (u. a. Hans Clarin, Theo Lingen, Karl Paryla, Elisabeth Bergner, Marianne Hoppe) werden mit dem Ensemble verbunden. Nach William Dieterle erwarben 1983 Otto Ander – Wiener Theaterdirektor – und Jürgen Wilke, Intendant und Burgschauspieler, den Grünen Wagen. Ab 1989 war Jürgen Wilke alleiniger Eigentümer.
Thomas Stroux hat mit der Spielzeit 2005/2006 von Jürgen Wilke die alleinige Leitung des traditionsreichen Wiener Theaterunternehmens Der Grüne Wagen übernommen. Ihm liegt die gut gebaute, unterhaltsame Komödie am Herzen, die mit viel Liebe und Präzision zu inszenieren er sich zur Aufgabe gemacht hat. Der Grüne Wagen wird von Konzertdirektion Schlote, Salzburg vertreten.

## Produktionen seit 2005
- 2005/06: Lysistrate von Aristophanes mit Johanna Liebeneiner
- 2005/06: Die Irre von Chaillot. Stück in zwei Akten von Jean Giraudoux mit Vera Oelschlegel
- 2006/07: Komödie im Dunkeln von Peter Shaffer
- 2007/08: Bunbury von Oscar Wilde
- 2008/09: Wir sind noch einmal davongekommen von Thornton Wilder
- 2009/10: Heiraten ist immer ein Risiko von Saul O’Hara mit Dietz-Werner Steck
- 2010/11: Mary, Mary – Nie wieder Mary von Jean Kerr
- 2011/12: Leonce und Lena von Georg Büchner
- 2012/13: Das Gespenst von Canterville. Komödie von Susanne Wolf nach einer Erzählung von Oscar Wilde
- 2013/14: Der Quereinsteiger. Komödie von Sylvia Hoffman (Uraufführung)